# 李燔 (南宋)
李燔（1156年—1225年），字子敬，南康軍建昌（今江西永修西北）人，南宋理学家。
李少孤，依舅舅養大。光宗紹熙元年（1190年）中進士，爲岳州襄陽府教授，未上任，往建陽從朱熹學習，朱熹語之：“致遠固以毅，而任重貴乎弘也”。同學如學有未逮者，朱熹令其先問李燔。朱熹卒後，任白鹿洞書院堂長，士爭負笈從之。與黃乾並稱“黃李”。李燔卒諡文定，《宋史》卷四三〇有傳。